# 27. ceremonia wręczenia Oscarów
27. ceremonia rozdania Oscarów odbyła się 30 marca 1955 roku w RKO Pantages Theatre w Los Angeles oraz w NBC Century Theatre w Nowym Jorku.

## Laureaci i nominowani
Dla wyróżnienia zwycięzców poszczególnych kategorii, napisano ich pogrubioną czcionką oraz umieszczono na przedzie (tj. poza kolejnością nominacji na oficjalnych listach).

### Najlepszy Film
- Sam Spiegel − Na nabrzeżach
- Stanley Kramer − Bunt na okręcie
- William Perlberg − Dziewczyna z prowincji
- Jack Cummings − Siedem narzeczonych dla siedmiu braci
- Sol C. Siegel − Trzy monety w fontannie

### Najlepszy Aktor
- Marlon Brando − Na nabrzeżach
- Humphrey Bogart − Bunt na okręcie
- Bing Crosby − Dziewczyna z prowincji
- James Mason − Narodziny gwiazdy
- Dan O’Herlihy − Przygody Robinsona Crusoe

### Najlepsza Aktorka
- Grace Kelly − Dziewczyna z prowincji
- Dorothy Dandridge − Czarna Carmen
- Judy Garland − Narodziny gwiazdy
- Audrey Hepburn − Sabrina
- Jane Wyman − Wspaniała obsesja

### Najlepszy Aktor Drugoplanowy
- Edmond O’Brien − Bosonoga Contessa
- Lee J. Cobb − Na nabrzeżach
- Karl Malden − Na nabrzeżach
- Rod Steiger − Na nabrzeżach
- Tom Tully − Bunt na okręcie

### Najlepsza Aktorka Drugoplanowa
- Eva Marie Saint − Na nabrzeżach
- Nina Foch − Rada nadzorcza
- Katy Jurado − Złamana lanca
- Jan Sterling − Noc nad Pacyfikiem
- Claire Trevor − Noc nad Pacyfikiem

### Najlepszy Reżyser
- Elia Kazan − Na nabrzeżach
- George Seaton − Dziewczyna z prowincji
- William A. Wellman − Noc nad Pacyfikiem
- Alfred Hitchcock − Okno na podwórze
- Billy Wilder − Sabrina

### Najlepszy Scenariusz Oryginalny
- Budd Schulberg − Na nabrzeżach
- Joseph L. Mankiewicz − Bosonoga Contessa
- William Rose − Genevieve
- Valentine Davies i Oscar Brodney − Historia Glenna Millera
- Norman Panama i Melvin Frank − Knock on Wood

### Najlepsze Materiały do Scenariusza
- Philip Yordan − Złamana lanca
- Ettore Margadonna − Chleb, miłość i fantazja
- François Boyer − Zakazane zabawy
- Jed Harris i Tom Reed − Ciemne sprawki
- Lamar Trotti − Nie ma jak show

### Najlepszy Scenariusz Adaptowany
- George Seaton − Dziewczyna z prowincji
- Stanley Roberts − Bunt na okręcie
- John Michael Hayes − Okno na podwórze
- Billy Wilder i Samuel A. Taylor i Ernest Lehman − Sabrina
- Albert Hackett i Frances Goodrich i Dorothy Kingsley − Siedem narzeczonych dla siedmiu braci

### Najlepsze zdjęcia

#### Film czarno−biały
- Boris Kaufman − Na nabrzeżach
- John F. Warren − Dziewczyna z prowincji
- George Folsey − Rada nadzorcza
- John F. Seitz − Rogue Cop
- Charles Lang − Sabrina

#### Film barwny
- Milton R. Krasner − Trzy monety w fontannie
- Leon Shamroy − Egipcjanin Sinuhe
- Robert Burks − Okno na podwórze
- George Folsey − Siedem narzeczonych dla siedmiu braci
- William V. Skall − Srebrny kielich

### Najlepsza Scenografia i Dekoracja Wnętrz

#### Film Czarno−Biały
- Richard Day  − Na nabrzeżach
- Hal Pereira, Roland Anderson, Sam Comer i Grace Gregory − Dziewczyna z prowincji
- Cedric Gibbons, Edward C. Carfagno, Edwin B. Willis i Emile Kuri − Rada nadzorcza
- Max Ophüls − Dom pani Tellier
- Hal Pereira, Walter H. Tyler, Sam Comer i Ray Moyer − Sabrina

#### Film Kolorowy
- John Meehan i Emile Kuri  − 20 000 mil podmorskiej żeglugi
- Cedric Gibbons, E. Preston Ames, Edwin B. Willis i F. Keogh Gleason − Brigadoon
- Lyle Wheeler, Leland Fuller, Walter M. Scott i Paul S. Fox − Desirée
- Hal Pereira, Roland Anderson, Sam Comer i Ray Moyer − Czerwone podwiązki
- Malcolm C. Bert, Gene Allen, Irene Sharaff i George James Hopkins − Narodziny gwiazdy

### Najlepszy Dźwięk
- Universal-International Studio Sound Department, reżyser dźwięku: Leslie I. Carey − Historia Glenna Millera
- Metro-Goldwyn-Mayer Studio Sound Department, reżyser dźwięku: Wesley C. Miller (M-G-M) − Brigadoon
- Columbia Studio Sound Department, reżyser dźwięku: John P. Livadary − Bunt na okręcie
- Paramount Studio Sound Department, reżyser dźwięku: Loren L. Ryder − Okno na podwórze
- RKO Radio Studio Sound Department, reżyser dźwięku: John Aalberg − Mąż dla Susan

### Najlepsza Piosenka
- „Three Coins in the Fountain” − Trzy monety w fontannie − muzyka: Jule Styne; słowa: Sammy Cahn
- „Count Your Blessings Instead of Sheep” − Białe Boże Narodzenie − muzyka i słowa: Irving Berlin
- „The High and the Mighty” − Noc nad Pacyfikiem − muzyka: Dimitri Tiomkin; słowa: Ned Washington
- „Hold My Hand” − Mąż dla Susan − muzyka i słowa: Jack Lawrence i Richard Myers
- „The Man that Got Away” − Narodziny gwiazdy − muzyka: Harold Arlen; słowa: Ira Gershwin

### Najlepsza Muzyka

#### Dramat/Komedia
- Dimitri Tiomkin − Noc nad Pacyfikiem
- Max Steiner − Bunt na okręcie
- Larry Adler − Genevieve (wstępnie nagroda wręczona dla Muiriego Mathiesona)[1]
- Leonard Bernstein − Na nabrzeżach
- Franz Waxman − Srebrny kielich

#### Musical
- Adolph Deutsch i Saul Chaplin  − Siedem narzeczonych dla siedmiu braci
- Herschel Burke Gilbert − Czarna Carmen
- Joseph Gershenson i Henry Mancini − Historia Glenna Millera
- Ray Heindorf − Narodziny gwiazdy
- Alfred Newman i Lionel Newman − Nie ma jak show

### Najlepszy Montaż
- Gene Milford − Na nabrzeżach
- William A. Lyon, Henry Batista − Bunt na okręcie
- Ralph Dawson − Noc nad Pacyfikiem
- Ralph E. Winters − Siedem narzeczonych dla siedmiu braci
- Elmo Williams − 20 000 mil podmorskiej żeglugi

### Najlepsze Kostiumy

#### Film Czarno-Biały
- Edith Head − Sabrina
- Georges Annenkov i Rosine Delamare − Madame de...
- Helen Rose − Rada nadzorcza
- Christian Dior − Stacja końcowa
- Jean Louis − It Should Happen to You

#### Film Kolorowy
- Sanzō Wada − Wrota piekieł
- Irene Sharaff − Brigadoon
- Charles LeMaire i René Hubert − Desirée
- Jean Louis, Mary Ann Nyberg i Irene Sharaff − Narodziny gwiazdy
- Charles LeMaire, Travilla i Miles White − Nie ma jak show

### Najlepsze Efekty Specjalne
- Walt Disney Studios − 20 000 mil podmorskiej żeglugi
- 20th Century Fox − Piekielna misja
- Warner Bros. − Them!

### Najlepszy Krótkometrażowy Film Animowany
- Stephen Bosustow − When Magoo Flew (z serii Mr. Magoo)
- Walter Lantz − Crazy Mixed Up Pup
- Walt Disney − Czy świnki to świnie
- Edward Selzer − Sandy Claws
- Fred Quimby − Trafiony, koteczku (z serii Tom i Jerry)

### Najlepszy Krótkometrażowy Film na Jednej Rolce
- Robert Youngson − This Mechanical Age
- Otto Lang − The First Piano Quartette
- Johnny Green − The Strauss Fantasy

### Najlepszy Krótkometrażowy Film na Dwóch Rolkach
- Denis Sanders i Terry Sanders − The Time Out of War
- Cedric Francis − Beauty and the Bull
- Otto Lang − Jet Carrier
- Walt Disney − Siam

### Najlepszy Film Dokumentalny

#### Krótkometrażowy
- World Wide Pictures and Morse Films − Urodzeni w czwartek
- Otto Lang − Jet Carrier
- Morrie Roizman − Rembrandt: A Self-Portrait

#### Pełnometrażowy
- Walt Disney − Ginąca preria
- Guy Glover − The Stratford Adventure

### Najlepszy Film Nieanglojęzyczny
- Japonia − Wrota piekieł

### Oscary honorowe i specjalne
- Bausch & Lomb – za wkład w rozwój technologii filmowej
- Kemp R. Niver – za rozwój procesu technologicznego Renovare Process
- Greta Garbo – za całokształt pracy aktorskiej
- Danny Kaye – za wybitną grę aktorską
- Jon Whiteley – za dziecięcą rolę filmową w filmie The Kidnappers
- Vincent Winter – za rolę w filmie The Kidnappers

### Nagrody Naukowe i Techniczne

#### Klasa I
- Paramount Pictures, Loren L. Ryder, John R. Bishop oraz pozostali pracownicy techniczni i inżynierowie – za stworzenie formatu rejestracji panoramicznego obrazu filmowego VistaVision

#### Klasa III
- David S. Horsley oraz Universal-International Studio Special Photographic Department – za przenośne urządzenie zdalnego sterowania projektorem
- Karl Freund i Frank Crandell z Photo Research Corporation – za zaprojektowanie i konstrukcje miernika jasności
- Wesley C. Miller, J.W. Stafford, K.M. Frierson oraz Metro-Goldwyn-Mayer Studio Sound Department – za elektroniczne urządzenie regulujące natężenie dźwięku
- John P. Livadary, Lloyd Russell oraz Columbia Studio Sound Department – za usprawnienie wzmacniacza limitującego zastosowanego urządzeniach dźwiękowych regulujących natężenie dźwięku
- Roland Miller i Max Goeppinger z Magnascope Corporation – za zaprojektowanie i konstrukcje nowego urządzenia wyświetlającego ścieżke dźwiękową
- Cerlos Rivas, G.M. Sprague oraz Metro-Goldwyn-Mayer Studio Sound Department – za zaprojektowanie magnetycznej maszyny do edytowania dźwięku
- Fred Wilson] z Samuel Goldwyn Studio Sound Department – za zaprojektowanie korektora dźwiękowego
- P.C. Young z Metro-Goldwyn-Mayer Studio Projection Department – za praktyczne wykorzystanie nowych technologii projekcji
- Fred Knoth i Orien Ernest z Universal-International Studio Technical Department – za zaprojektowanie nowej maszyny mgielnej